# Frederick Barrett
Frederick Whitfield Barrett (Cork, 20 juni 1875 - Swindon, 7 november 1949) was een Brits polospeler. Hij nam deel aan de Olympische Zomerspelen van 1920 in Antwerpen en de Olympische Zomerspelen van 1924 in Parijs, waar hij tweemaal als lid van de Britse poloploeg respectievelijk een gouden en een bronzen medaille behaalde.

## Biografie
Frederick Barrett nam deel aan de Olympische Zomerspelen van 1920 in Antwerpen als lid van de Britse nationale poloploeg. Hij en zijn ploeg behaalden de gouden medaille. In 1924 nam hij deel aan de Olympische Zomerspelen in Parijs, waar hij voor een tweede maal deel uitmaakte van het Britse nationale poloteam. Hij behaalde hierbij de bronzen medaille.
Hij was tevens trainer van de paarden van de Britse koningen George V, Edward VIII en George VI.

## Belangrijkste resultaten

### Olympische Zomerspelen
| Jaar | Plaats    | Discipline | Resultaat |
| ---- | --------- | ---------- | --------- |
| 1920 | Antwerpen | polo       | Goud      |
| 1924 | Parijs    | polo       | Brons     |

- Gemeinsame Normdatei: 1038289408
- Virtual International Authority File: 305118906
- WorldCat: E39PBJpJ9DmCJhHwDhghF3m68C

1900: Beresford, Daly, Keene, Mackey, Rawlinson ·
1908: C. Miller, G. Miller, Nickalls, Wilson ·
1920: Barrett, Lockett, Melvill, Wodehouse ·
1924: Kenny, Miles, Naylor, Nelson, Padilla
1936: Andrada, Cavanagh, Duggan, Gazzotti